# Dagmar Krefting
Dagmar Krefting (* 15. April 1972 in Münster) ist eine deutsche Physikerin, Medizininformatikerin und Professorin an der Hochschule für Technik und Wirtschaft in Berlin. Sie leitete ab 2015 das Centrum für Biomedizinische Bild- und Informationsverarbeitung der Hochschule für Technik und Wirtschaft Berlin und folgte 2019 einem Ruf als Leiterin an das Institut für Medizinische Informatik der Universitätsmedizin Göttingen.

## Leben und Leistungen

### Ausbildung
Nach dem Abitur, das Krefting am Immanuel-Kant-Gymnasium  in Münster-Hiltrup ablegte, studierte sie von 1991 bis 1998 Chemie und parallel dazu von 1994 bis 1999 Physik an der Georg-August-Universität Göttingen. Nach ihrem Abschluss als Diplom-Physikerin promovierte sie 2003 zur Untersuchung von Einzel- und Mehrblasensystemen in akustischen Resonatoren mit summa cum laude. Krefting untersuchte dabei die Dynamik von Gasbläschen in Flüssigkeiten, die durch Ultraschallfelder zu Schwingungen angeregt werden. Dabei können die Gasbläschen Lichtblitze aussenden. Manche der untersuchten Effekte werden für die Reinigung von Oberflächen verantwortlich gemacht. Krefting erhielt für diese Arbeit den Preis der Berliner-Ungewitter-Stiftung, einen Preis für hochqualifizierte junge Wissenschaftler.
2000 verbrachte sie acht Monate für Forschungen an der Fakultät für Naturwissenschaften (Facultad de Ciencias), am Institut für Physik der Universidad de la República in Montevideo (Uruguay). Ab 2001 war sie wissenschaftliche Mitarbeiterin in einem Projekt des Bundesministeriums für Bildung und Forschung (BMBF) zum Thema „Untersuchung von Kavitationsfeldern“.

### Forschung an der Charité und Professur an der HTW in Berlin
Von 2004 bis 2011 war Krefting als wissenschaftliche Assistentin am Institut für Medizinische Informatik an der Charité in Berlin tätig. Im Anschluss wurde sie als Professorin an den Fachbereich Informatik, Kommunikation und Wirtschaft der Hochschule für Technik und Wirtschaft Berlin (HTW) berufen und baute dort unter anderem mit Juliane Siegeris einen Frauenstudiengang Informatik und Wirtschaft auf. 2015 übernahm sie die Leitung des Centrums für Biomedizinische Bild- und Informationsverarbeitung an der HTW.

### Institutsleiterin an der Universität Göttingen
Seit 2019 leitet Krefting das Institut für Medizinische Informatik der Universitätsmedizin Göttingen  (UMG). Dort werden Methoden und Werkzeuge für die institutionsübergreifende Zusammenarbeit in der medizinischen Forschung, Lehre und Versorgung erforscht.
Daneben ist sie seit August 2021 Koordinatorin des vom Bundesministerium für Bildung und Forschung (BMBF) im Bereich Digitaler FortschrittsHub Gesundheit geförderten Projektes CAEHR (Cardiovascular diseases – Enhancing Healthcare through cross-sectoral Routine data integration). Das Institut für Medizinische Informatik der Universitätsmedizin Göttingen arbeitet darin zusammen mit der Charité, der Medizinischen Hochschule Hannover und dem Universitätsklinikum Würzburg an der Früherkennung von kritischen Verläufen bei Herz-Kreislauferkrankungen mittels digitaler, institutionenübergreifender Verknüpfung von Gesundheitsdaten. Die Daten werden vereinheitlicht, strukturiert und im Rahmen einer digitalen Patientenakte allen behandelnden Institutionen zugänglich gemacht.

## Forschungsschwerpunkte
Krefting beschäftigt sich mit der Datenauswertung von biomedizinischen Daten (EKG, EEG, medizinische Bilddaten). Aktuelle Forschungsprojekte befassen sich mit der Analyse medizinischer Daten auf Grundlage von Methoden des Deep Learnings (Stand 2021). Erkenntnisse des maschinellen Lernens werden darin auf medizinische Fragestellungen übertragen, mit dem Ziel, differenziertere Diagnosen zu erzeugen oder Therapien an individuelle Patientenbedürfnisse anzupassen.

## Veröffentlichungen (Auswahl)

### Monographien und Herausgeberschaften
- Untersuchung von Einzel- und Mehrblasensystemen in akustischen Resonatoren. Dissertation. Göttingen 2003 (d-nb.info).
- mit Sandra Gesing, Tristan Glatard, Jens Krüger, Silvia Delgado Olabarriaga, Tony Solomonides, Jonathan C. Silverstein, Johan Montagnat, Alban Gaignard: HealthGrid Applications and Technologies Meet Science Gateways for Life Sciences. IOS Press, Amsterdam 2012, ISBN 978-1-614-99053-6.
- mit René Siewert, Jie Wu: Pneumo Grid – Grid-basierte Analyse von medizinischen Signal- und Bilddaten für die dynamische Bildgebung der Ventilation bei Gesunden und Patienten mit chronisch obstruktiver Lungenerkrankung (COPD) GRID-Dienste für Wirtschaft und Wissenschaft. Ein Projekt im D-GRiD NGI-DE. Abschlussbericht. Inst. f. Medizinische Informatik, Charité, Universitätsmedizin, Berlin 2013, OCLC 931047585.
- mit Helena Barke, Juliane Siegeris, Jörn Freiheit (Hrsg.): Gender und IT-Projekte: Neue Wege zu digitaler Teilhabe. Budrich UniPress, Leverkusen-Opladen 2015, ISBN 978-3863887094.
- mit Maryna Khvastova, Michael Witt, Andrea Essenwanger, Julian Sass, Sylvia Thun: Towards Interoperability in Clinical Research. Enabling FHIR on the Open-Source Research Platform XNAT. In: Journal of medical systems. Band 44, Nr. 8. SpringerOnline, 2020, S. 1–5, doi:10.1007/s10916-020-01600-y.

### Beiträge
- mit Robert Mettin, Werner Lauterborn: Two-frequency driven single-bubble sonoluminescence (Zweifrequenz-Sonolumineszenz von Einzelblasen). The Journal of the Acoustical Society of America, 112, 2002 (englisch).
- mit Jean O. Toilliez, Andrew J, Szeri, Robert Mettin, Werner Lauterborn: Translation of bubbles subject to weak acoustic forcing and error in decoupling from volume oscillations (Übersetzung von Blasen, die schwachen akustischen Kräften ausgesetzt sind, und Fehler bei der Entkopplung von Volumenschwingungen). In: The Journal of the Acoustical Society of America. Band 120, Nr. 2, 2006, S. 670 (englisch).
- mit Julian Bart, Kamen Beronov, Olga Dzhimovac,  Jürgen Falkner, Michael Hartung, Andreas Hoheisel, Tobias A. Knoch, Thomas Lingner, Yassene Mohammed, Kathrin Peter, Erhard Rahm, Ulrich Sax, Dietmar Sommerfeld, Thomas Steinke, Thomas Tolxdorff, Michal Vossberg, Fred Viezens, Anette Weisbecker: MediGRID: Towards a user friendly secured grid infrastructure (Auf dem Weg zu einer benutzerfreundlichen, sicheren Grid-Infrastruktur). In: Future Generation Computer Systems. Band 25, Nr. 3, März 2009, S. 326–336 (englisch).
- mit Michal Vossberg, Andreas Hoheisel, Thomas Tolxdorff: Simplified implementation of medical image processing algorithms into a grid using a workflow management system (Vereinfachte Implementierung medizinischer Bildverarbeitungsalgorithmen in ein Raster unter Verwendung eines Workflow-Management-Systems). Future Generation Computer Systems 26, 2010 (englisch).
- mit Helena Loose, Thomas Penzel: Employment of a Healthgrid for evaluation and development of polysomnographic biosignal processing methods (Einsatz eines Healthgrid zur Bewertung und Entwicklung von polysomnographischen Biosignalverarbeitungsmethoden). In: 32nd Annual International Conference of the IEEE Engineering in Medicine and Biology Society (EMBC) (Argentina Buenos Aires 31. Aug. bis 4. Sept. 2010). 2010, ISBN 978-1-4244-4123-5, S. 268–271 (englisch).
- mit Jie Wu, Thomas Tolxdorff: Grid- und Cloudcomputing in der neurowissenschaftlichen bildbasierten Forschung. In: Matthias Knaut (Hrsg.): Gesundheit. Vielfältige Lösungen aus Technik und Wirtschaft. Beiträge und Positionen, Schriften der Hochschule für Technik und Wirtschaft Berlin, Berliner Wissenschafts-Verlag, Berlin 2014, ISBN 978-3-8305-3368-9 (S. 36–41)
- mit Michael Witt: Sichere vernetzte Biobanken. In: Matthias Knaut (Hrsg.): Digitalisierung: Menschen zählen. HTW Berlin, Berliner Wissenschafts-Verlag, Berlin 2016, ISBN 978-3-8305-3700-7 (S. 258–263)
- mit Michael Witt, Christoph Jansen, Stefanie Breuer, Maximilian Beier: Artefakterkennung über eine cloud-basierte Plattform. In: Somnologie. September 2017, S. 1–7, doi:10.1007/s11818-017-0138-0.
- mit Maryna Khvastova und Nils T. Siebel: IT-Sicherheit in Produktion und stationärer Krankenversorgung – Parallelen und Unterschiede. In: HTW Berlin, Matthias Knaut (Hg.): Industrie von morgen. Beiträge und Positionen 2017. Berliner Wissenschafts-Verlag, Berlin 2017, ISBN 978-3-8305-3767-0 (S. 26–31).
- mit Sabina Mollenhauer, Ingeborg Beckers: Vom Forschungsprojekt zum Communityprojekt. Ansätze zur Nachhaltigkeit von nichtkommerziellen Ergebnissen aus Forschungsprojekten. In: Stefanie Molthagen-Schnöring: Grenzen in Zeiten technologischer und sozialer Disruption. HTW Berlin, Berliner Wissenschafts-Verlag, Berlin 2019, ISBN 978-3-8305-3957-5 (S. 268–272).
- mit Peter Hufnagl: Der Innovation Hub Digital Health – Unterstützung von Klein- und Mittelständischen Unternehmen. In: Mario A. Pfannstiel, Kristin Kassel, Christoph Rasche: Innovationen und Innovationsmanagement im Gesundheitswesen. Technologien, Produkte und Dienstleistungen voranbringen. Springer, Wiesbaden 2020, ISBN 978-3-658-28642-2 (S. 345–357).
- mit Nils-Hendrik Benning, Martin Haag, Petra Knaup, Otto Rienhoff, Markus Suhr, Inga Hege, Daniel Tolks: Digital teaching as an instrument for cross-location teaching networks in medical informatics: opportunities and challenges (Digitale Lehre als Instrument für standortübergreifende Lehrnetze in der Medizininformatik: Chancen und Herausforderungen). In: GMS Journal for medical education. Band 37, Nr. 6, 2020, ISSN 2366-5017, urn:nbn:de:0183-zma0013495 (englisch).
- mit Jonathan Halford, David Clunie, Benjamin Brinkmann, Jan Rémi, Felix Rosenow, Aatif Husain, Franz Fürbass, J. Andrew Ehrenberg, Silvia Winkler: Standardization of Neurophysiology Signal Data into the DICOM® Standard. Clinical Neurophysiology 2021. DOI:10.1016/j.clinph.2021.01.019 (englisch).

## Ehrungen und Auszeichnungen
- 2004: Dr. Berliner-Dr. Ungewitter-Preis für Nachwuchswissenschaftler der Fakultät für Physik[2]
- 2017: Deutscher Arbeitgeberpreis für Bildung, zusammen mit Juliane Siegeris, Jörn Freiheit und Henrik Lochmann vom Frauenstudiengang Informatik und Wirtschaft[10]